# Karekin II Kazanjian de Constantinopla
El arzobispo Karekin Kazanjian o "Karekin Petros Kazancıyan", (18 de mayo de 1927, Estambul (Turquía) - 10 de marzo de 1998 Estambul) es el 83.º Patriarca armenio de Constantinopla, bajo la autoridad de los Catholicós de Armenia y de todos los armenios.
El arzobispo Karekin Petros Kazancıyan nació en 1927 en Estambul. El joven Petros asistió a la Escuela de Topkapı, Estambul y a continuación a las escuelas Bezaziyan y Getronagan. En octubre de 1940, fue aceptado como seminarista en el Seminario Patriarcal de la Santa Hermandad James en Jerusalén. 
En 1945 fue ordenado diácono y el 22 de enero de 1950 fue elevado al sacerdocio por el Arzobispo Mampre Sirounian, el Primado de Egipto. 
De 1946 a 1949, el Padre Karekin fue vicedecano del Seminario de Jerusalén, también enseña en el Seminario, así como en la Escuela Tarkmançats hasta 1951. Durante dos años, fue el Canciller de la Santa Sede de Jerusalén, el segundo Presidente de la Asamblea General de la Hermandad y también miembro del Consejo Ejecutivo. 
Respondiendo a una invitación formulada por el arzobispo Karekin Khaçaduryan, Patriarca de los armenios en Turquía, Karekin regresó a Estambul en diciembre de 1951 para aceptar el cargo de Decano de la Santa Cruz el Seminario. Hasta la apertura oficial del Seminario, que tuvo lugar en enero de 1954, enseñó en las escuelas secundarias de Getronagan y Bezjian y las funciones de Decano de clases para la preparación de los sacerdotes en el Patriarcado. En el día de la apertura del Seminario de la Santa Cruz, recibió el rango de Dzayrakuyn Vartabed, suprema de doctorado cristiano del Patriarca Karekin I. En esta institución, continuó enseñando literatura armenia clásica y moderna y sirvió como decano hasta el mes de julio de 1959. 
En diciembre de 1959, se fue a los Estados Unidos y aceptó el cargo de pastor de la Iglesia de Santa María en Washington D. C.. 
El 24 de octubre de 1966 fue ordenado obispo por Vazken I, Patriarca Supremo y Catholicós de Armenia y de todos los armenios. 
Desde del área parroquial de Washington D. C., fue a Australia como primer primado de la recién creada diócesis, la que presidió hasta marzo de 1981, cuando fue elegido para el cargo de Gran Sacristán de la Hermandad de Santiago en Jerusalén. 
La tesis del obispo Karekin para el grado de Vartabedutyun fue "Cuatro Profetas Menores", que fue publicado en el 1950 y 1951 en el boletín oficial del Patriarcado armenio de Jerusalén. Su tesis para el grado de Dzayrakooyn Vartabed, fue "Las Encíclicas de San Nersess Shnorhali", que tradujo al armenio moderno con comentarios. El obispo Karekin publicó artículos religiosos y literarios en varias revistas, como Dziadzan, Sion, Hayasdanyayts Yegeghetsi, Nor Ashkharh y Mármara. 
A través de sus esfuerzos, se construyó en Washington D. C. una hermosa iglesia armenia en el año 1962. 
El obispo Karekin también fue imprescindible en la construcción de una nueva iglesia en Sídney en 1972 y en Melbourne en 1976. Durante su mandato, un bello y majestuoso edificio fue adquirido en Sídney para servir como cuartel general de la Diócesis de Australia. Se esforzó mucho por aliviar la hipoteca de estos edificios. 
De 1981 a 5 de septiembre de 1990 fue el Gran Sacristán de la Santa Sede de Jerusalén. Desde 1981 fue elegido miembro del comité del monasterio. Durante ese tiempo también enseñó a los estudiantes de último año del Seminario. 
El arzobispo Karekin Kazancıyan fue elevado a la posición de Patriarca armenio de Constantinopla, en septiembre de 1990. 
El 10 de marzo de 1998, el arzobispo Karekin Kazancıyan murió en el hospital armenio Surp Pırgıç (Santo Salvador) de Estambul a los 71 años de edad.
| Precedido por: Shenork Kaloustian | Patriarcas armenios de Constantinopla 1990 (14 de septiembre) - 1998 (10 de marzo) | Sucedido por: Mesrop Mutafyan |